# Seznam měst na Trinidadu a Tobagu
Toto je seznam měst na Trinidadu a Tobagu.
Zdaleka největší aglomerací na Trinidadu a Tobagu je Port of Spain, kde 1. ledna 2005 žilo 267 527 obyvatel, což představuje asi 20% obyvatelstva celé země.
V následující tabulce jsou uvedena města nad 1 000 obyvatel, výsledky sčítání obyvatelstva z 15. května 2000, odhady počtu obyvatel k 1. lednu 2005 a správní jednotky (oblasti), do nichž města náleží. Města Arima, Chaguanas, Point Fortín, Port of Spain a San Fernando jsou samostatná a nepatří do žádné oblasti. Počet obyvatel se vztahuje na vlastní město bez předměstí. Města jsou seřazena podle velikosti.
| Města na Trinidadu a Tobagu | Města na Trinidadu a Tobagu | Města na Trinidadu a Tobagu | Města na Trinidadu a Tobagu | Města na Trinidadu a Tobagu |
| Pořadí                      | Město                       | sčítání v roce 2000         | odhad pro rok 2005          | Správní jednotka            |
| --------------------------- | --------------------------- | --------------------------- | --------------------------- | --------------------------- |
| 1.                          | Chaguanas                   | 61 897                      | 66 235                      | Chaguanas                   |
| 2.                          | San Fernando                | 48 784                      | 49 630                      | San Fernando                |
| 3.                          | Port of Spain               | 37 965                      | 38 450                      | Port of Spain               |
| 4.                          | Arima                       | 28 310                      | 30 695                      | Arima                       |
| 5.                          | Marabella                   | n/a                         | 26 700                      | Princes Town                |
| 6.                          | Point Fortín                | 17 755                      | 17 625                      | Point Fortín                |
| 7.                          | Morvant                     | 15 366                      | 15 700                      | San Juan-Laventville        |
| 8.                          | Tacarigua                   | n/a                         | 15 067                      | Tunapuna-Piarco             |
| 9.                          | Tunapuna                    | 13 579                      | 14 614                      | Tunapuna-Piarco             |
| 10.                         | San Juan                    | 13 797                      | 14 097                      | San Juan-Laventville        |
| 11.                         | Sangre Grande               | 12 436                      | 13 601                      | Sangre Grande               |
| 12.                         | Peñal                       | 12 281                      | 12 802                      | Peñal Débé                  |
| 13.                         | La Horquetta                | 11 832                      | 12 734                      | Tunapuna-Piarco             |
| 14.                         | Arouca                      | n/a                         | 12 054                      | Tunapuna-Piarco             |
| 15.                         | Laventille                  | 10 576                      | 10 806                      | San Juan-Laventville        |
| 16.                         | La Romain                   | 9 598                       | 10 005                      | Peñal Débé                  |
| 17.                         | Gasparillo                  | 9 596                       | 9 937                       | Couva-Tabaquite-Talparo     |
| 18.                         | Petit Valley                | 8 140                       | 8 621                       | Diego Martín                |
| 19.                         | Princes Town                | 7 062                       | 7 061                       | Princes Town                |
| 20.                         | Siparia                     | 5 680                       | 5 530                       | Siparia                     |
| 21.                         | Saint Joseph                | n/a                         | 4 904                       | San Juan-Laventville        |
| 22.                         | Mucurapo                    | n/a                         | 4 342                       | Diego Martín                |
| 23.                         | Tabaquite                   | n/a                         | 3 314                       | Couva-Tabaquite-Talparo     |
| 24.                         | Débé                        | n/a                         | 3 127                       | Peñal Débé                  |
| 25.                         | Biche                       | n/a                         | 2 844                       | Sangre Grande               |
| 26.                         | Couva                       | 2 739                       | 2 836                       | Couva-Tabaquite-Talparo     |
| 27.                         | Río Claro                   | 1 495                       | 1 399                       | Mayaro-Río Claro            |
| 28.                         | Scarborough                 | 980                         | 1 036                       | Tobago                      |